# Дитрих IV фон Хонщайн-Зондерсхаузен
Дитрих IV фон Хонщайн-Зондерсхаузен (на немски: Dietrich IV von Honstein-Sondershausen; * пр. 1286; † 11 април 1317) е граф на Хонщайн, Зондерсхаузен-Щраусберг-Гройсен в Тюрингия (1312), споменат в документ 1286 г.
Той е син на граф Хайнрих III фон Хонщайн-Арнсберг-Зондерсхаузен († 1305//1306) и съпругата му Юта фон Равенсберг († 1305), дъщеря на граф Ото II (III) фон Равенсберг († 1306) и Хедвиг дон Липе († 1315). Брат е на Хайнрих V фон Хонщайн-Зондерсхаузен.
Дитрих IV се жени пр. 11 август 1312 г. за Мехтилд фон Ваймар-Орламюнде († сл. 1340, погребана в доминиканския манастир Ерфурт), дъщеря на граф Херман V (IV) фон Ваймар-Орламюнде († 20 ноември 1319) и Мехтилд фон Рабенсвалде († сл. 1339). Те нямат деца:
Дитрих IV фон Хонщайн-Зондерсхаузен умира без наследници на 11 април 1317 г. и е погребан в манастир Валкенрид.
Вдовицата му Мехтилд фон Орламюнде се омъжва втори път на 20 януари/февруари 1331 г. за Бурхард (Бусо) VI фон Кверфурт, господар на Небра (* пр. 1310; † сл. 1337/1340).